# Michiana

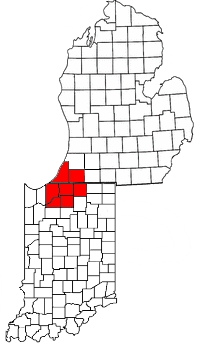
Condados que integram Michiana

Michiana é uma região geográfica localizada no meio-oeste americano, no norte do estado de Indiana e sudoeste do Michigan, centrada na cidade de South Bend. A câmara de comércio do Condado de St. Joseph (Indiana) define Michiana como os "condados que contribuem pelo menos com 500 trabalhadores que circulam pelo condado diariamente." Esses condados incluem Elkhart, La Porte, Marshall, St. Joseph, e Starke no Indiana, e Berrien e Cass no Michigan. No censo de 2000, a população destes sete condados era de 840 697 ( 627 140 no Indiana e  213 557 no Michigan).
O nome é uma palavra-valise que resulta da combinação entre  "Michigan" e "Indiana" e foi escolhido como vencedor por concurso pela Associated South Bend Merchants em 1934. O termo é frequentemente usado na região, em particular nos rádios locais e televisões com sede em South Bend.

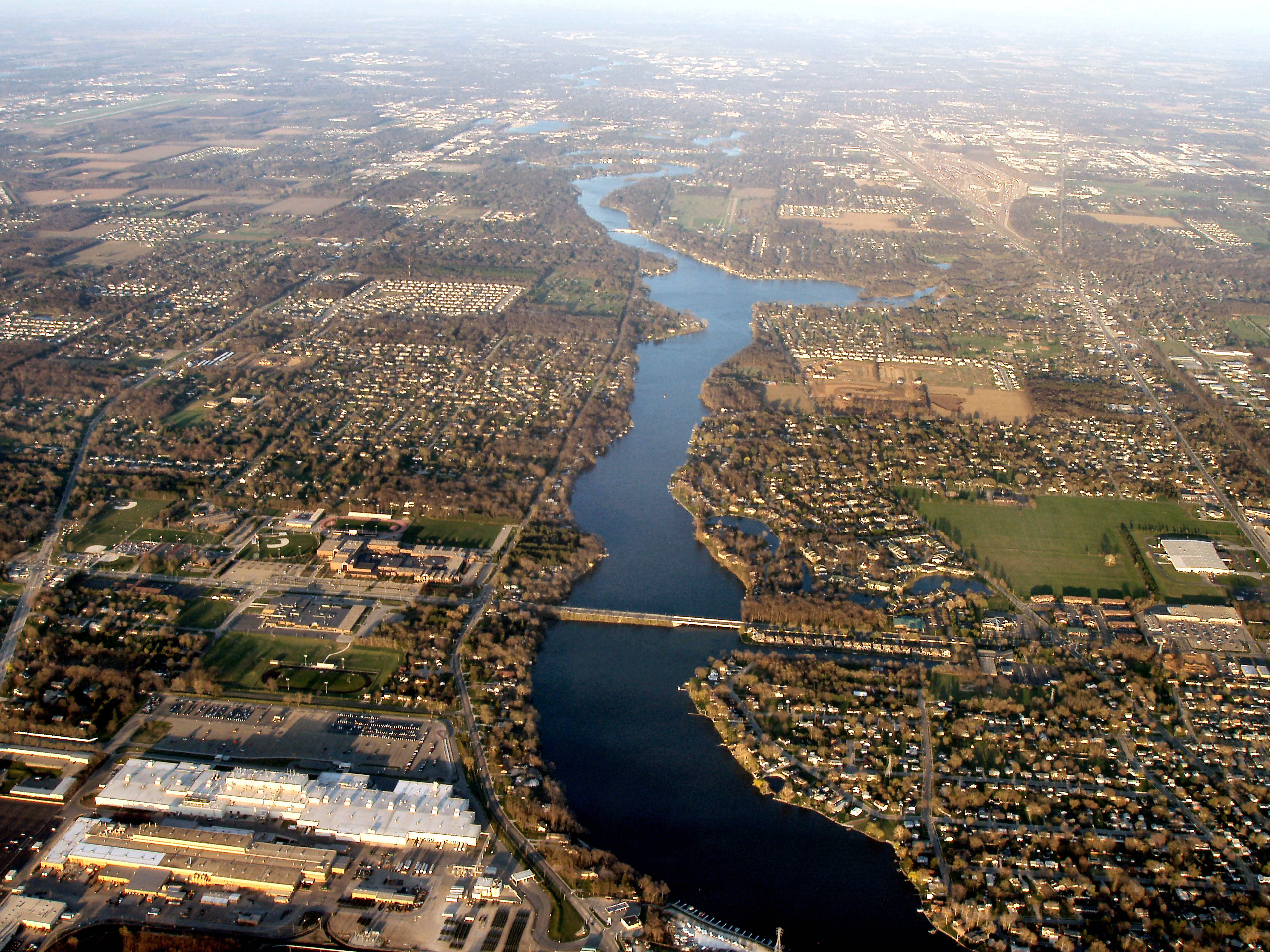
O rio Saint Joseph na região de Michiana